# Santo Domingo, Antioquia
Santo Domingo là một khu tự quản thuộc tỉnh Antioquia, Colombia. Thủ phủ của khu tự quản Santo Domingo đóng tại Santo Domingo Khu tự quản Santo Domingo có diện tích 271 ki lô mét vuông. Đến thời điểm ngày 28 tháng 5 năm 2005, khu tự quản Santo Domingo có dân số 12026 người.